# Wielkie Muzeum Egipskie
Wielkie Muzeum Egipskie (arab. المتحف المصري الكبير, al-Matḥaf al-Miṣrī al-Kabīr; ang. Grand Egyptian Museum, (GEM) także Giza Museum) – największe, najwartościowsze oraz najnowocześniejsze muzeum świata. W muzeum tym zgromadzonych jest ponad 100 tys. zabytków, część z nich ma ponad 5 tysięcy lat. Muzeum wystawia m.in. wyposażenie grobowca Tutanchamona.

## Położenie
Muzeum powstaje w Gizie na krawędzi płaskowyżu pomiędzy piramidami a Kairem, ok. 2 km od piramid.

## Historia

### Projekt gmachu muzeum
Kamień węgielny pod budowę muzeum położono w lutym 2002 roku. Projekt gmachu nowego muzeum wyłoniono w międzynarodowym konkursie pod patronatem UNESCO i pod nadzorem Międzynarodowej Unii Architektów. Zwyciężył projekt irlandzkiego biura architektonicznego heneghan peng architects. Projekt muzeum wykorzystuje naturalną różnicę wysokości – 50 m – pomiędzy płaskowyżem a przyległą do niego doliną Nilu. Muzeum będzie miało 24 tys. m² stałej powierzchni wystawienniczej, muzeum dla dzieci, sale konferencyjne oraz centrum konserwacji zabytków. Gmach będą otaczały ogrody o powierzchni 50 ha. 

### Budowa muzeum
Gmach muzeum budowany jest od 2012 roku i jego ukończenie spodziewane było w 2022 roku. Szacunkowy koszt budowy i utworzenia muzeum to 1 miliard USD, z czego 860 milionów USD pochodzi z pożyczek od Japońskiej Agencji Współpracy Międzynarodowej (ang. Japan International Cooperation Agency, JICA). Ma to być największe muzeum na świecie. 
W listopadzie 2017 roku ukończone było 70% budynku, dokąd przewieziono ponad 41 tys. eksponatów. Otwarcie części muzeum planowano na koniec 2018.
Kompleks oferuje obecnie ograniczone wycieczki w celu sprawdzenia gotowości obiektu i wrażeń gości przed oficjalnym otwarciem. Dostęp jest obecnie ograniczony do Wielkiej Sali, powierzchni handlowej i ogrodów zewnętrznych. Wszystkie pozostałe przestrzenie wewnętrzne, w tym dostęp do galerii i zbiorów, są ograniczone do czasu oficjalnego otwarcia.

## Zbiory
Muzeum ma zapewnić komfortowe warunki dla wystawienia ok. 100 tys. eksponatów, m.in. z Muzeum Egipskiego w Kairze, w tym wyposażenia grobowca Tutanchamona i Hetepheres I, a także łodzie słoneczne Cheopsa.